# C'est la vie (C'est la vie)
C'est la vie è l'album di debutto dell'omonimo girl group ungherese, pubblicato nel 1998 su etichetta discografica Epic Records.

## Tracce
1. Akarom – 3:56
2. Vár ránk a nyár – 3:42
3. Gátlástalan dal – 3:49
4. Vágyom rád – 4:15
5. Szöktess meg – 4:14
6. Tiktos tánc – 3:03
7. C'est la vie – 3:28
8. Nyúlj a tűzbe – 3:26
9. I Love You Baby – 3:48
10. Fázom – 3:19
11. Akarom (Weekend Dance Version) – 3:03
12. Vár ránk a nyár (Danubius Mix) – 3:13
13. Vár ránk a nyár (versione karaoke) – 3:49

## Classifiche
| Classifica (1998) | Posizione massima |
| ----------------- | ----------------- |
| Ungheria          | 14                |